# Église Sainte-Thérèse de Munich
Pour les articles homonymes, voir Église Sainte-Thérèse.
Sainte-Thérèse est une paroisse catholique romaine et une église monastique des Carmes Déchaux située dans le quartier de Neuhausen-Nymphenburg à Munich. Elle a été construite entre 1922 et 1924 selon les plans de l'architecte Franz Xaver Boemmel dans un style néo-baroque.

## Histoire du bâtiment
La construction de l'église est à l'initiative des Carmes, qui rétablissaient une branche religieuse à Munich depuis 1921. La première pierre de l'église est posée le 22 octobre 1922 et la consécration définitive réalisée par l'archevêque de Munich et Freising le cardinal Faulhaber, le 14 décembre 1924. Cependant, l'achèvement de la construction dura jusqu'en 1935. A l'occasion du 300ème anniversaire de sa canonisation, l'église reçut le patronage de la carmélite Thérèse d'Avila. Son dôme est en forme de bulbe d'oignon. 

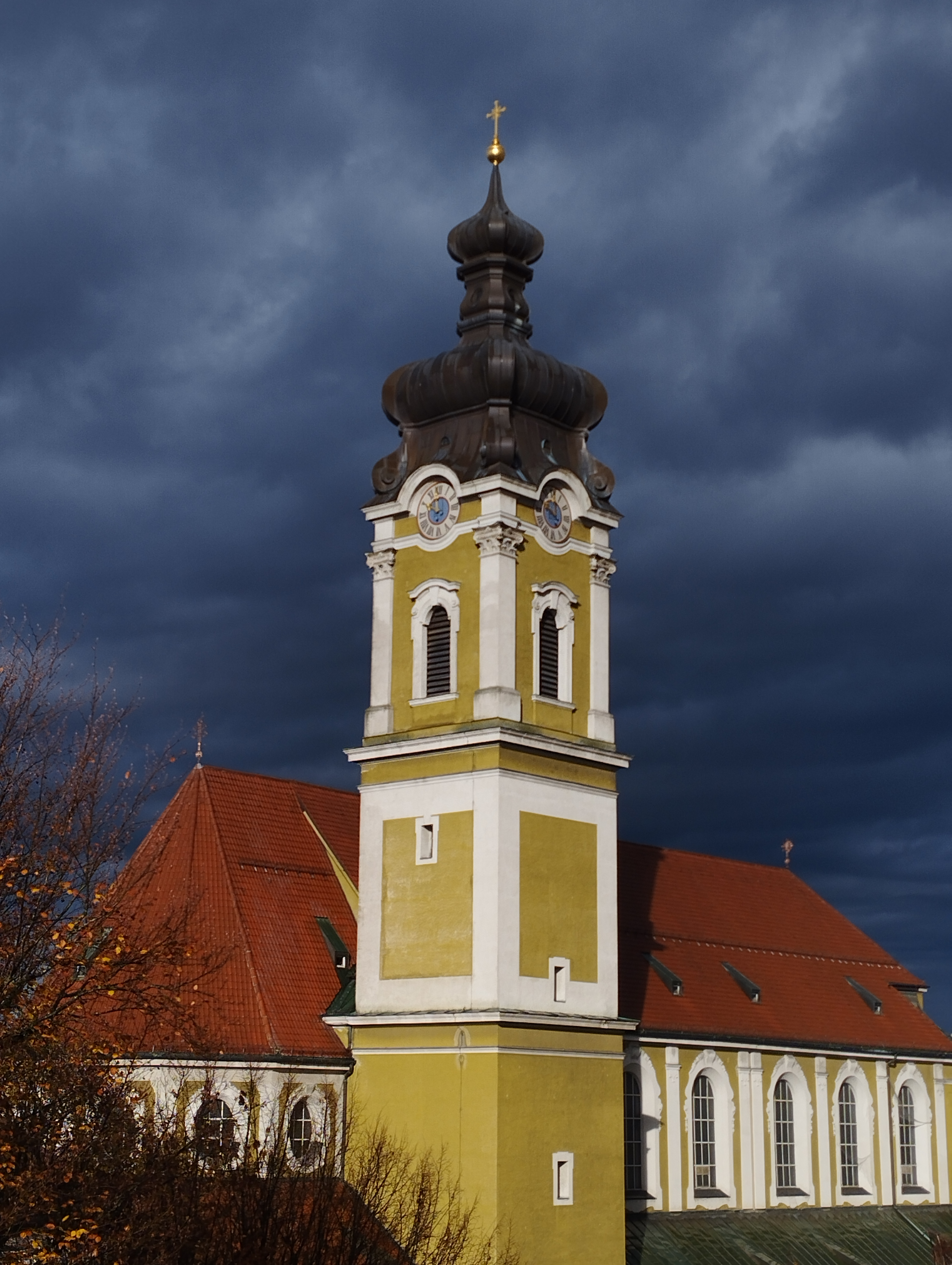

|  |  |  |  |  |  |

### Orgue

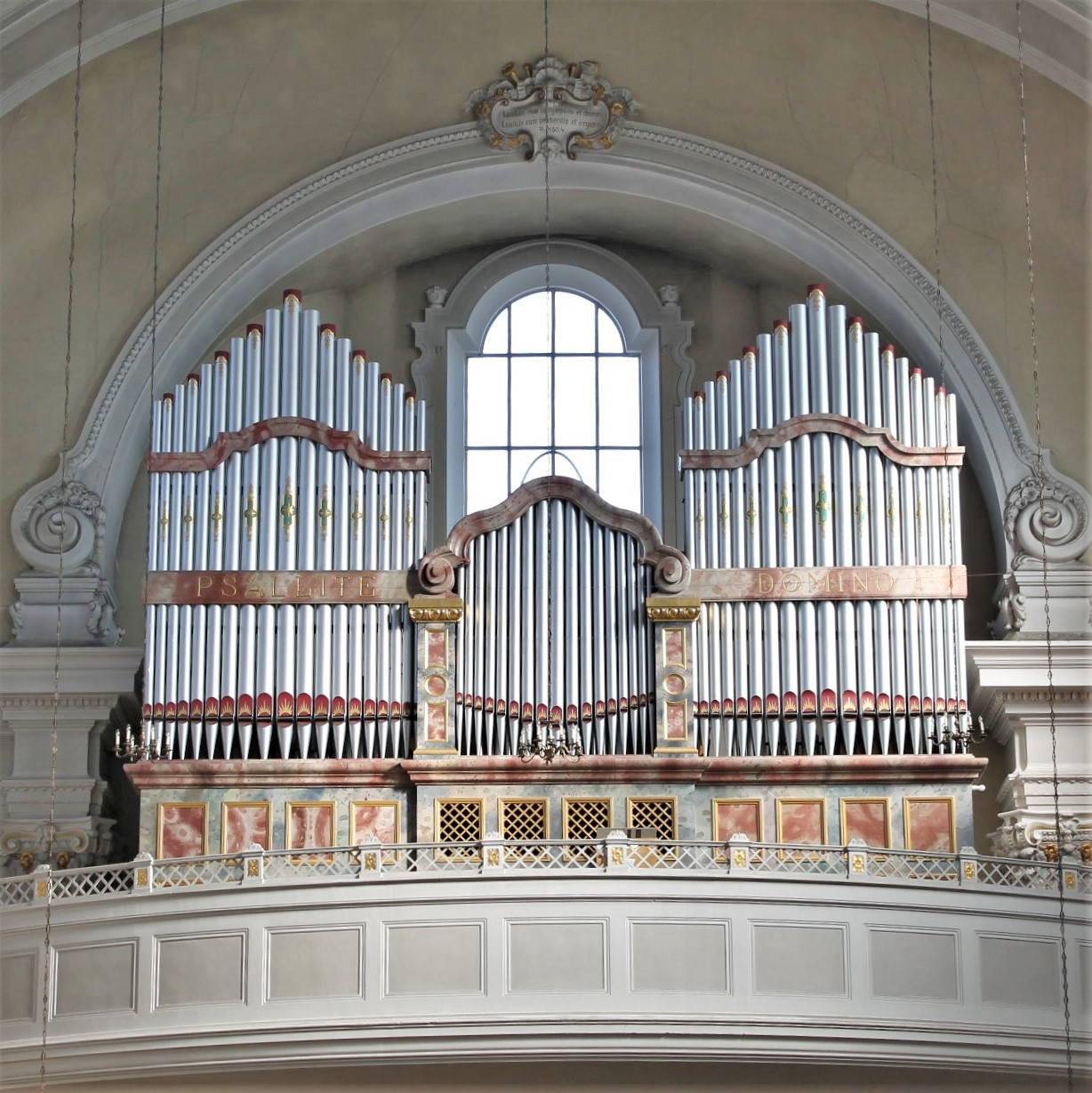
Orgue

L'orgue actuel a été construit à l'origine en 1976 par le facteur d'orgue Wilhelm Stöberl, et a été agrandi et reconstruit en 1999 et 2016,.